# Рут Годфрі
Рут Годфрі (англ. Ruth Godfrey, нар. 24 лютого 1922, Іллінойс, США — пом. 7 січня 1985, Лос-Анджелес, Каліфорнія, США) — американська кіноакторка, найбільш відома за роботу в декількох короткометражках «Три підгравачі». Вона також працювала під ім'ям Рут Годфрі Вайт.

## Кар'єра
Годфрі була помічницею танцювального режисера в Warner Brothers Studio протягом десяти років. Вона підписала контракт із Columbia Studios на два роки й була хореографом фільму «Десять заповідей» у Paramount Pictures. Рут навчала таких зірок, як: Джиммі Кегні, Джин Нельсон, Джейн Пауелл, Енн Сотерн і Люсіль Болл.
Годфрі вперше приєдналася до Columbia Pictures як член «The Jack Cole Dancers» разом з акторками другого плану Нітою Бібер і Глорією Патріс. Усі троє також з’являться і в її дебютному фільмі 1946 року з «Маріони, Ритм і плач». 
Тестем Годфрі був голова відділу короткометражних фільмів Columbia Pictures Джулс Вайт. Годфрі з'являлася ще в кількох фільмах «Трьох маріонеток» протягом 1950-х років, таких як «Розстріляний на Прикордонні», «Затхлі мушкетери» та «Простіть мій вогонь». Пам’ятно, що Годфрі стала єдиною акторкою в історії комедійного тріо, яка дала потрійний ляпас — двічі — маріонеткам у 1957 році «Весела суміш». Попри те, що вона зняла менш як в 10 фільмах з комедійною командою, Годфрі є однією з небагатьох акторок, які працювали з п'ятьма з шести Підгравачів (Шемп Говард, Мо Говард, Ларрі Файн, Кучерявий Говард і Джо Бессер) над фільмами в різних втіленнях групи. 
Годфрі завершила кар'єру акторки кіно невдовзі після того, як у грудні 1957 року припинилося виробництво короткометражних фільмів Stooge.

## Смерть
Годфрі померла 7 січня 1985 року від хронічної обструктивної хвороби легень у районі Нортрідж Лос-Анджелеса, штат Каліфорнія.[джерело?]

## Фільмографія
| Рік  |    | Українська назва              | Оригінальна назва         | Роль                 |
| ---- | -- | ----------------------------- | ------------------------- | -------------------- |
| 1946 | ф  | Ритм і плакати                | Rhythm and Weep           | Гільда               |
| 1951 | ф  | Маленький Єгипет              | Little Egypt              | танцівниця           |
| 1953 | кф | Вибачте мій Бекфаєр           | Pardon My Backfire        | Нетті                |
| 1954 | кф | Мужні мушкетери               | Musty Musketeers          | Ліліет               |
| 1954 | кф | Приятелі та приятельки        | Pals and Gals             | Белль                |
| 1954 | кф | Лицарі                        | Knutzy Knights            | фрейліна             |
| 1954 | кф | Постріл у прикордонній        | Shot in the Frontier      | Белла                |
| 1956 | кф | Шумний у гаремі               | Rumpus in the Harem       | Шеба, Реба або Геба  |
| 1957 | кф | Підтягніть м'язи трохи ближче | Muscle Up a Little Closer | Мей Трент            |
| 1957 | кф | Весела плутанина              | A Merry Mix-up            | Леона, наречена Люка |

## Зовнішні посилання
- Ruth Godfrey на сайті IMDb (англ.)